# Lovely Godiva
Lovely Godiva, född 13 mars 1990 på Norra Näs Stuteri i Varberg i Halland, död 8 april 2013 på Brodda Stuteri i Skurup i Skåne län, var en svensk varmblodig travhäst. Hon tränades och kördes av Per-Olof Pettersson.
Lovely Godiva tävlade åren 1993–2000 och sprang in 11,5 miljoner kronor på 88 starter varav 46 segrar, 10 andraplatser och 4 tredjeplatser. Bland hennes främsta meriter räknas segrarna i Guldstoet (1993), Breeders' Crown (1993, 1994), Stochampionatet (1994), Prix Marcel Laurent (1995), Prix de France (1997) och en andraplats i världens största travlopp Prix d'Amérique (1999). Hon räknas som ett av Sveriges bästa travston genom tiderna.
Efter tävlingskarriären var hon avelssto på Brodda Stuteri i Skurup i Skåne län. Hon fick sin första avkomma Paladin November den 24 april 2002, efter General November. Detta blev också den vinstrikaste av hennes avkommor.
Lovely Godiva har lämnat bland andra avkommorna
Illustre November (IT) e. Viking Kronos som lämnat Heavy Sound, Metallic Beat och Man At Work (fortfarande aktiv). Även Merci I.T (IT) e. Daguet Rapide som lämnat Tres Bien Ås.
Det svenska travloppet Lovely Godivas Lopp går av stapeln på Åbytravet varje år under våren som en hyllning till henne. Loppet är öppet för 5-åriga ston och är ett Grupp 2-lopp, det vill säga ett lopp av näst högsta internationella klass.